# 원한의 공동묘지
"원한의 공동묘지"(怨恨의 共同墓地, Public Cemetery of Grudges)는 한국에서 제작된 김인수 감독의 1983년 서사, 공포, 미스터리 영화이다. 서옥모 등이 주연으로 출연하였고 곽정환 등이 제작에 참여하였다.

## 출연

### 주연
- 서옥모
- 곽오경
- 박암
- 오은주
- 황건
- 곽은경

### 조연
- 장인한

## 기타
- 조명: 김기수
- 녹음: 김성찬
- 미술: 도용우
- 소품: 이상구
- 의상: 이해윤